# سباق الزمن (المضمار)

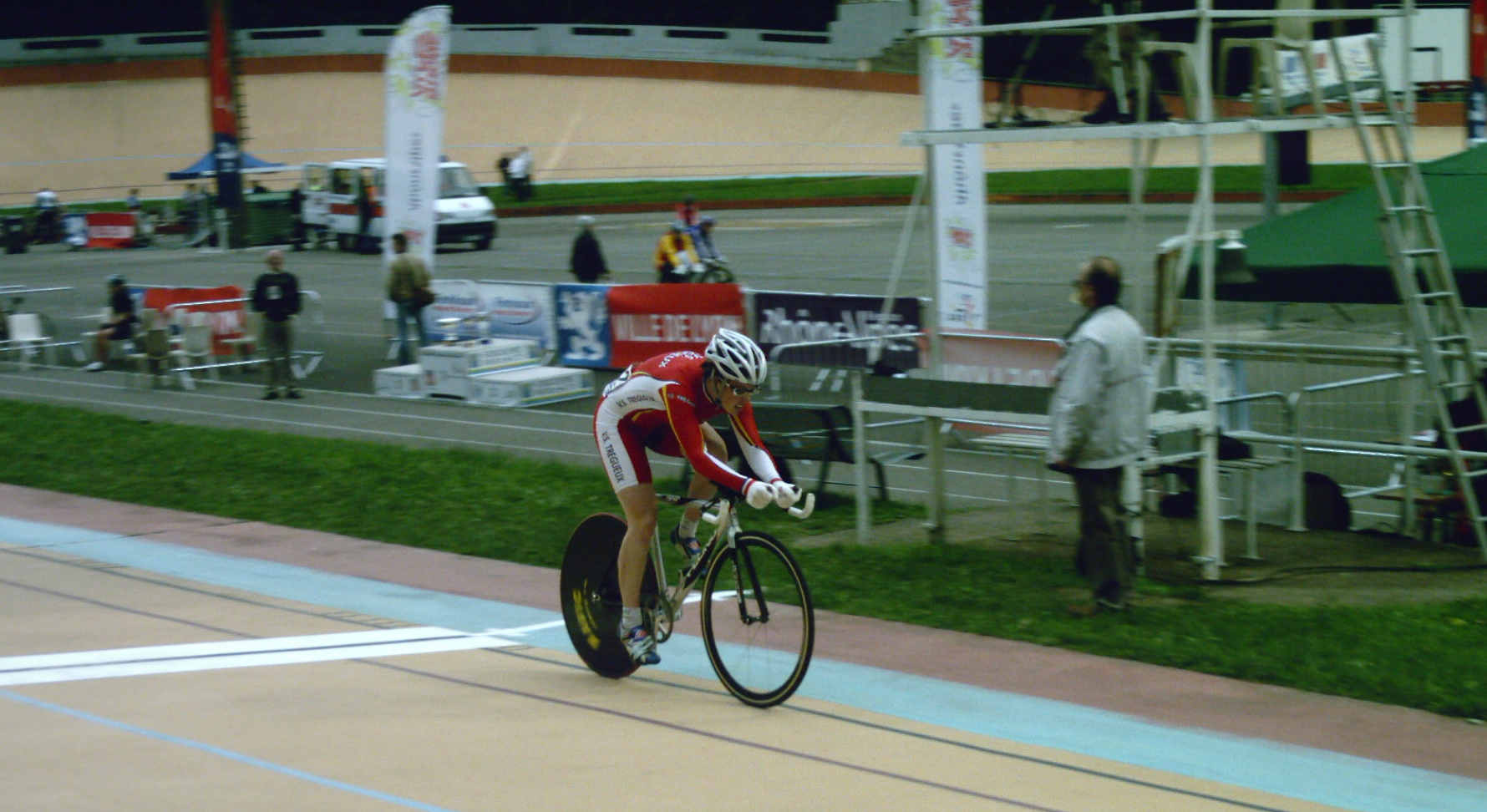

سباق الزمن فعالية من فعاليات سباق الدراجات على المضمار ، يتنافس راكبو الدراجات بشكل فردي ضد الساعة لتسجيل أسرع وقت على المسافة المحددة من نقطة البداية.

## دراجات سباق الزمن
تختلف دراجات سباق الزمن على المضمار عن الدراجات العادية المستخدمة في بقية سباقات المضمار بامرين اساسيين : أولا لديهم القرص أو 3 – 5 عجلات مزود باسلاك، وثانيا أنها غالبا ما تستخدم القضبان الهوائية (aero-bars) للسماح للمتسابق لإتخاذ وضعية أكثر مقاومة لديناميكية الهواء. غالبًا ما تكون الإطارات أكثر انسيابية لتقليل مقاومة الهواء.

## الرجال – 1 كم ضد الساعة
في بطولة العالم للدراجات على المضمار، تبلغ المسافة للرجال 1000 متر، ومن هنا الاسم البديل للحدث، كيلو "Kilo" وهو اختصار لكلمة كيلومتر. يتسابق الناشئين الرجال أيضًا على مسافة 1000 متر. نظرًا لكونه حدثًا قصيرًا وعالي الكثافة، فإن الكيلو يحظى بشعبية لدى الدراجين المتخصصين في سباق السرعة . تمت إزالة فعالية 1 كم ضد الساعة من برنامج الألعاب الأولمبية بعد عام 2004 لإفساح المجال لسباق BMX . أدى ذلك إلى قيام عدد من متسابقي الكيلو، وأبرزهم كريس هوي ، بالتركيز على أحداث السرعة الأخرى.
هذا الحدث هو سباق مع الزمن من بداية الانطلاق حتى 1000 متر. يبلغ طول معظم المسارات الداخلية 250 مترًا، لذلك عادةً ما يتم سباق الكيلو على أربع لفات. أطوال المضامير الشائعة الأخرى هي 167 م (ست لفات) ، 333 م (ثلاث لفات) أو 400 م (2.5 لفة). سيحافظ الراكبون على الخط الأسود في الجزء السفلي من المضمار للتأكد من أن عليهم تغطية أقل مسافة تزيد عن 1000 متر. عادةً ما يحصل الدراجون على محاولة واحدة فقط لتحديد الوقت، والفائز في السباق هو ببساطة المتسابق الذي يتم أسرع وقت.
الوقت السريع على مستوى النخبة حوالي 1 دقيقة و 5 ثوان.
الرقم القياسي العالمي هو 56.303 ثانية (63.940 كم / ساعة) ، الذي سجله فرانسوا بيرفيس في كأس العالم للمضمار 2013 في أجواسكالينتيس ، المكسيك .

## السيدات - 500 م ضد الساعة
تقام النسخة النسائية من الحدث على مسافة تزيد عن 500 متر. بخلاف مسافة السباق، هذا هو نفس حدث الكيلو للرجال، حيث تعلن الفائزة للمتسابقة الأسرع . تمت إزالة هذا الحدث أيضًا من البرنامج الأولمبي بعد عام 2004 لإفساح المجال لبي أم أكس .
الرقم القياسي العالمي من قبل المتسابقة الروسية أناستازيا فوينوفا تم تعيينه في 17 أكتوبر 2015 في غرينشن بسويسرا خلال البطولة الأوروبية بـ 32.794 ثانية (54.888) كم / ساعة).

## سباق الزمن 200 م تحليق
تحليق 200 م ضد الساعة (يطلق عليها تحليق لأن الدراجين لديهم بداية طيران، على عكس البداية الثابتة بالكيلو / 500 م) نادرا ما تعقد من تلقاء نفسها. يتم استخدامه بشكل أكثر شيوعًا كحدث مؤهل لمسابقة سباق السرعة، أو كجزء من مسابقة Omnium . يحتوي المضمار على خط مرسوم عبر المسار عند 200 م قبل خط النهاية، لهذا الغرض. لذلك، فإن مقاس المضمار سيحدد مكان خط 200 متر (لـمضمار 250 m هي عبارة عن ثلثي الطريق من خلال المنعطف الأول ؛ لمضمار بطول 200 متر هذا هو خط النهاية ؛ لمضمار بطول 400 متر، يكون خط البداية في الخلف مستقيمًا). ستبدأ ساعة التوقيت عندما يعبرون هذا الخط وتتوقف عندما يصلون إلى خط النهاية.
اعتمادًا على مقاس المضمار، يكون للركاب ما بين دورة واحدة وثلاث لفات لزيادة السرعة قبل بدء الساعة. سوف يركبون حول الجزء العلوي من المسار عندما يقتربون من خط البداية، ثم ينزلون إلى أسفل لاكتساب أكبر قدر ممكن من السرعة من التدحرج أسفل المنحدر شديد الانحدار. دراجات تحليق 200م هي دراجات المضمار الاعتيادية (مقود متدلي، عجلة أمامية بقضبان) عندما تكون جزءًا من مسابقة سباق السرعة، وغالبًا خلال مسباقة امينيوم أيضًا، لذا يحتاج الدراجون إلى دراجة واحدة فقط. يُسمح بالعجلة الأمامية للقرص في جولة تأهيل السباق السريع. قواعد ولوائح الاتحاد الدولي للدراجات المادة 1.3.018 
الوقت السريع على مستوى النخبة يتجاوز بقليل 10 ثوانٍ للرجال و 11 ثانية للنساء.
سجل الفرنسي فرانسوا بيرفيس الرقم القياسي العالمي البالغ 9.347 ثانية في أغواسكاليينتس ، المكسيك في 6 ديسمبر 2013 ،  متغلبًا على الرقم القياسي البالغ 9.572 ثانية الذي سجله زميله كيفن سيرو في موسكو، روسيا.
سجل جيسون كيني من بريطانيا العظمى الرقم القياسي الأولمبي البالغ 9.551 ثانية في أولمبياد ريو 2016 ، متغلبًا على الرقم القياسي الأولمبي الخاص به البالغ 9.713 ثانية والذي تم تسجيله في أولمبياد لندن 2012.